# Rascló de Rodrigues
El rascló de Rodrigues(Erythromachus leguati) és un ocell extint de la família dels ràl·lids (Rallidae) i única espècie del gènere Erythromachus Milne-Edwards, 1874. Habitava les zones humides de l'lla de Rodrigues, a les Maurici.